# Scopula macroselis
Scopula macroselis är en fjärilsart som beskrevs av Louis Beethoven Prout 1915. Scopula macroselis ingår i släktet Scopula och familjen mätare. Inga underarter finns listade.